# Arthur Ahnger
Arthur Ahnger (Raseborg, 28 de fevereiro de 1886 — Helsinque, 7 de dezembro de 1940) foi um velejador finlandês, medalhista olímpico. Ele competiu nos Jogos Olímpicos de Verão de 1912 na classe 8 Metre e conquistou a medalha de bronze na disputa a bordo do Lucky Girl com Bertil Tallberg, Emil Lindh, Gunnar Tallberg e Georg Westling.